# Арчибальд Райс

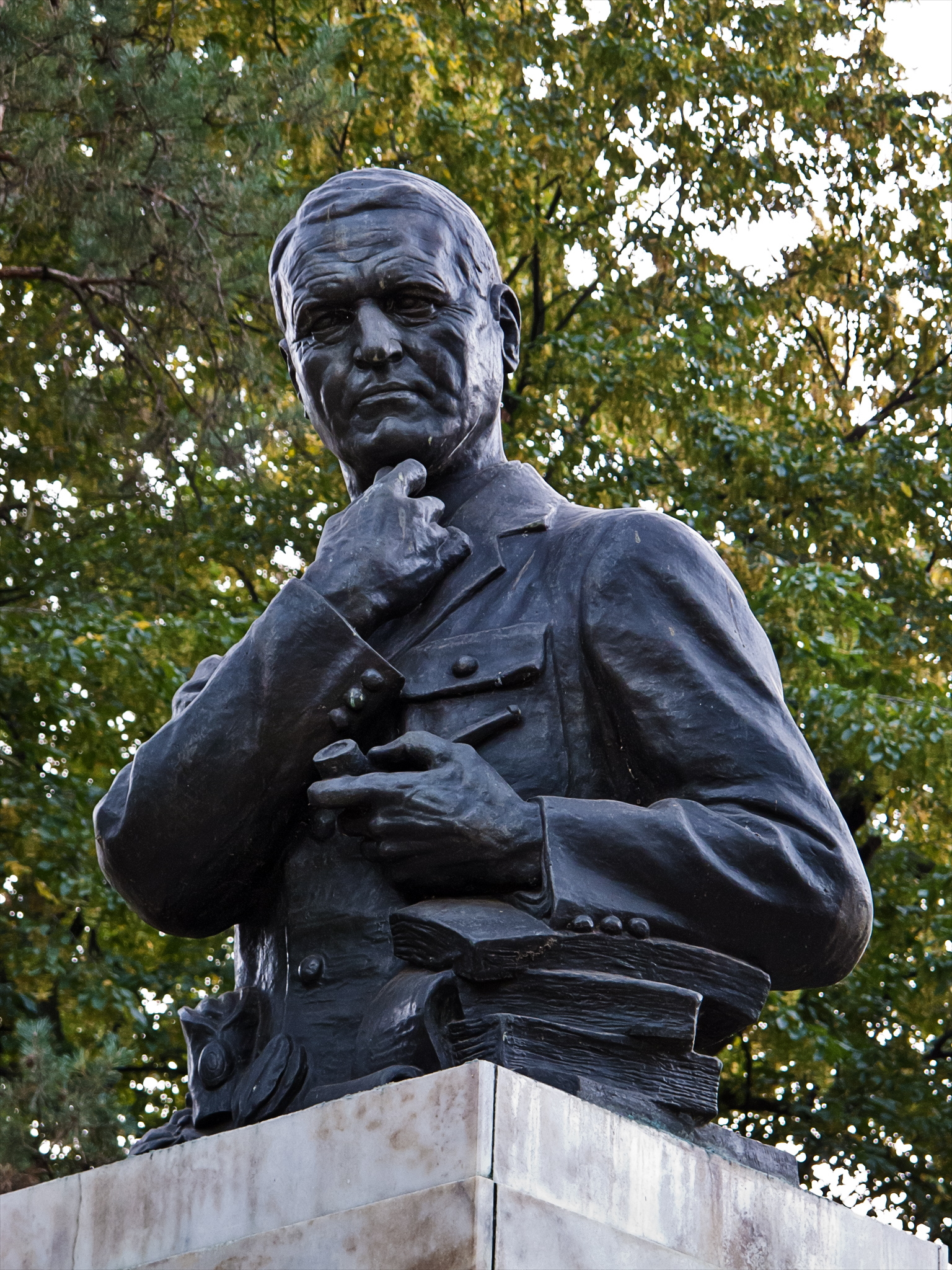
Пам'ятник Арчибальдові Райсу. Топчидерський парк. Белград

Рудольф Арчибальд Райс (серб. Арчибалд Рајс, нім. Rudolph Archibald Reiss; *8 липня 1875, Гаузах, Велике герцогство Баден, Німецька імперія — 7 серпня 1929, Белград, Королівство Югославія) — швейцарський судово-медичний експерт, публіцист і фотограф, доктор хімічних наук, професор в Університеті Лозанни. Криміналіст, піонер у судово-медичній експертизі, засновник Інституту кримінальної поліції в університеті Лозанни, першої наукової поліцейської школи в світі.

## Біографія

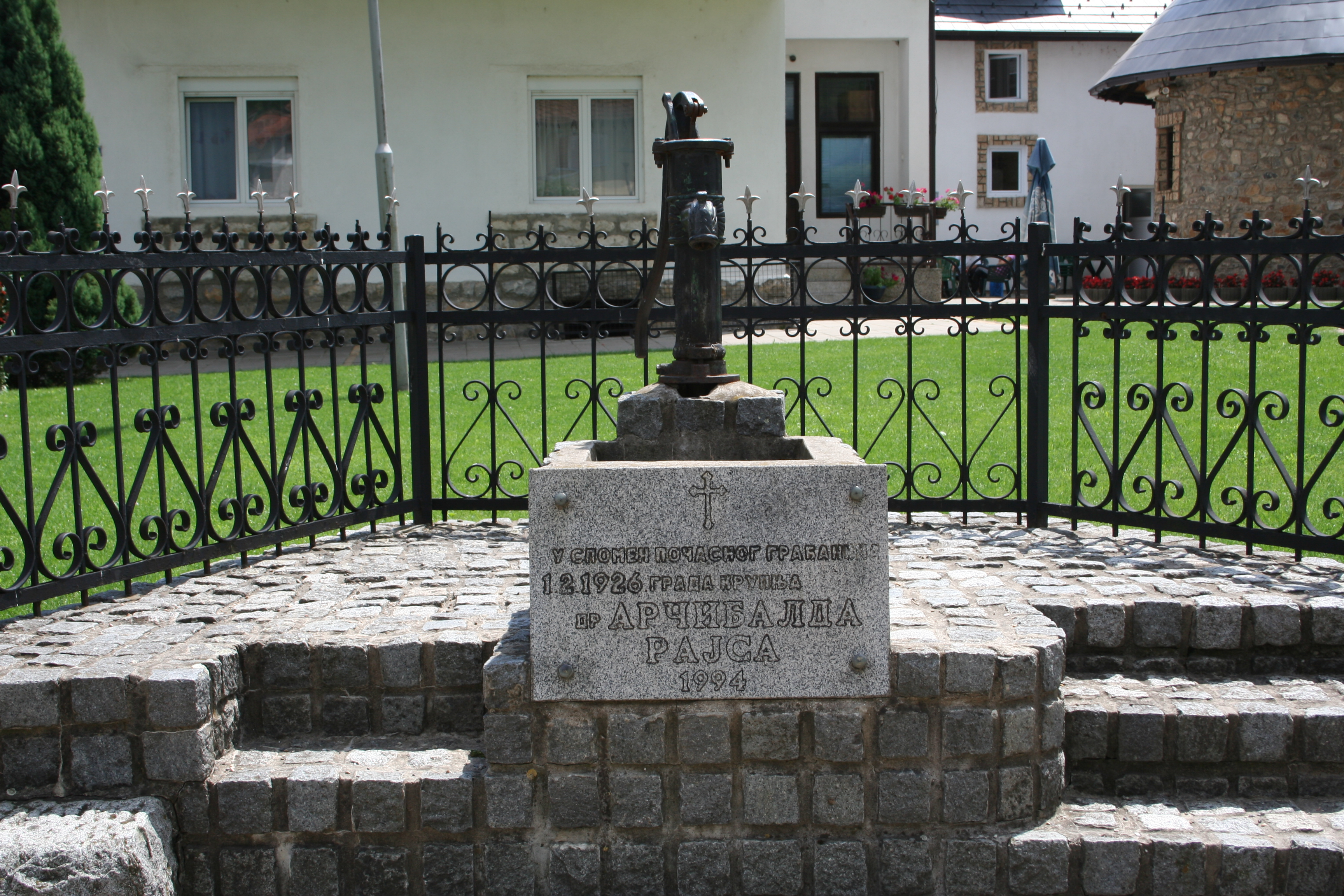
Водяна помпа на згадку про доктора Арчибальда Райса в Крупані

Рудольф А. Рейсс народився у Гехтсберзі (Hechtsberg), сьогодні частина Гаузаха, у великій сім'ї винороба, де було 10 дітей, а він був восьмим. Його юнацькі роки пройшли в Карлсруе. У 1893—1897 роках навчався на факультеті природничих наук у Лозанському університеті в Швейцарії. У 1898 захистив докторську дисертацію з хімії на тему: «Дія лужних персульфатів» (L'action des persulfates alcalins). У тому ж році він став асистентом Лозанського університету.

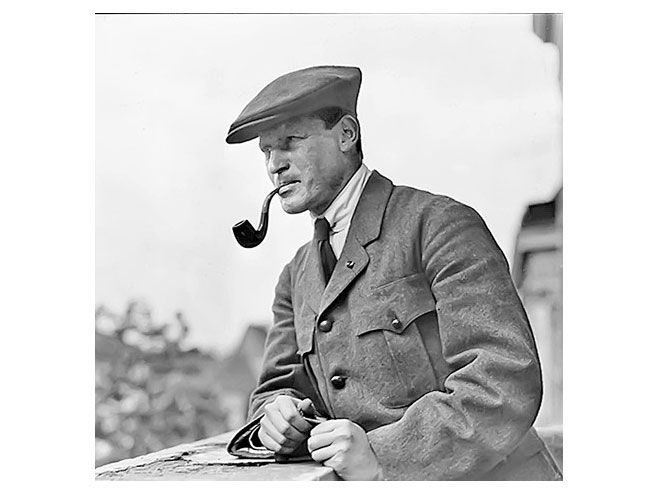
Арчибальд Райс. 1914

Ще навчаючись Рейсс захопився фотографією, яка зайняла пізніше центральне місце у всіх його проектах з судово-медичної експертизи. У 1899 році Рудольфу доручили створення університетської фотографічної лабораторії, а у 1902—1906 роках він був викладачем фотографічної справи в університеті.
Рудольф також стажувався у відомого франзуцького криміналіста та кримінального антрополога Альфонса Бертійона (Alphonse Bertillon), що дало йому можливість дослідити можливості фотографії в кримінальних розслідуваннях поліції та ознайомитися з системою ідентифікації злочинців за їх антропометричними даними.
У 1902—1907 роках він був головним редактором журналів «Швейцарський огляд фотографії» (Revue suisse de photographie) і «Швейцарський журнал фотографів» (Journal suisse des photographes). У 1903 році організував конгрес Міжнародного союзу фотографії в Лозанні.

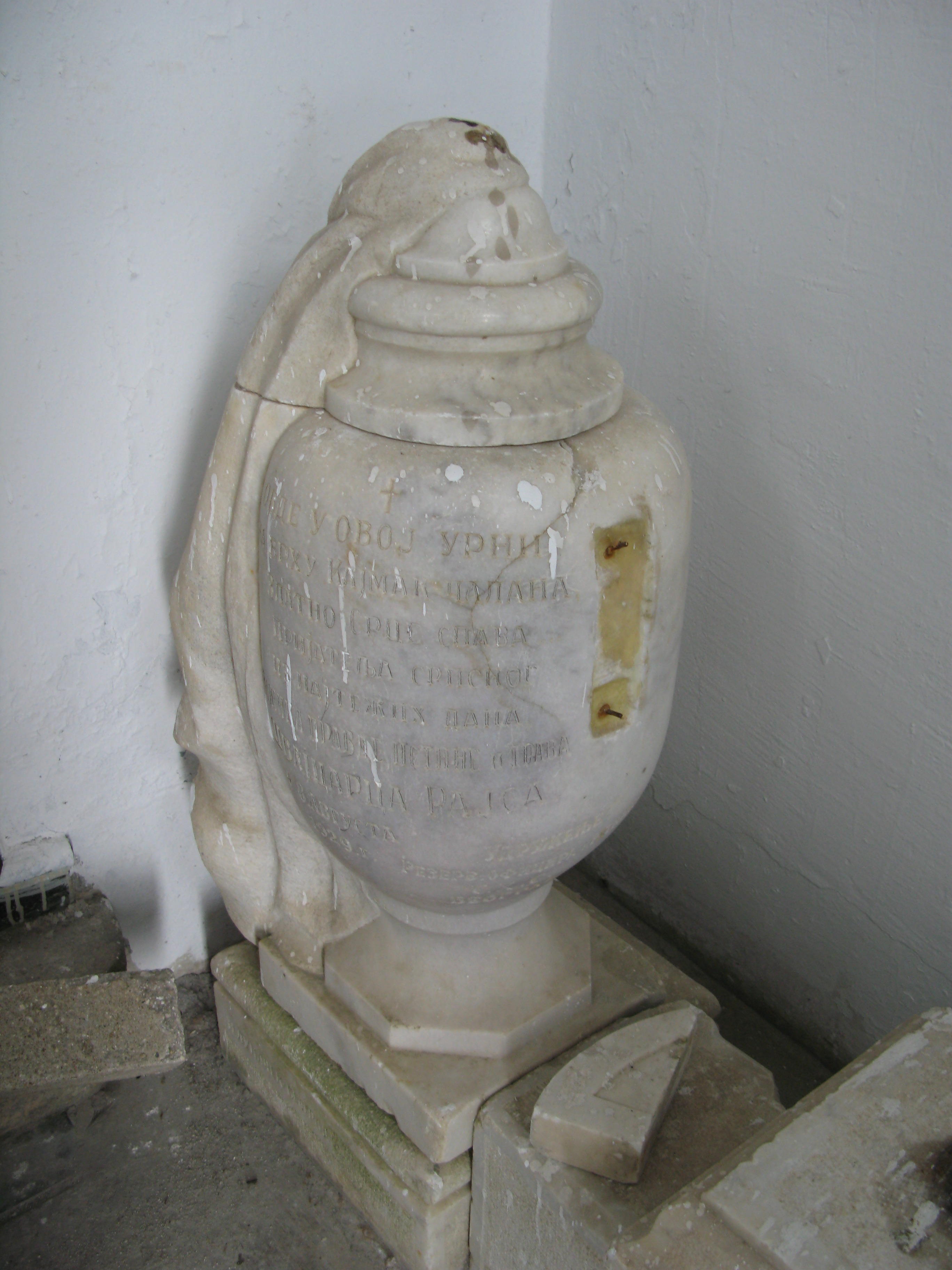
Урна з серцем Арчибальда Райса
на горі Каймакчалан

1902 року Райс у Лозанському університеті ввів лекційний курс «Судова фотографія», а з 17 липня 1906 року став екстраординарним професором криміналістики (police scientifique). У 1909 році він заснував Інститут криміналістики (Institut de police scientifique) Лозанського університету. Керуючи інститутом, Рейсс досяг значних успіхів у розвитку криміналістики, підготовці фахівців в різних частинах світу (Бразилії, Греції, Люксембургу, Російської імперії, Румунії, Сербії). Був одним із засновників словесного портрета, який допомагав в ідентифікації особи.

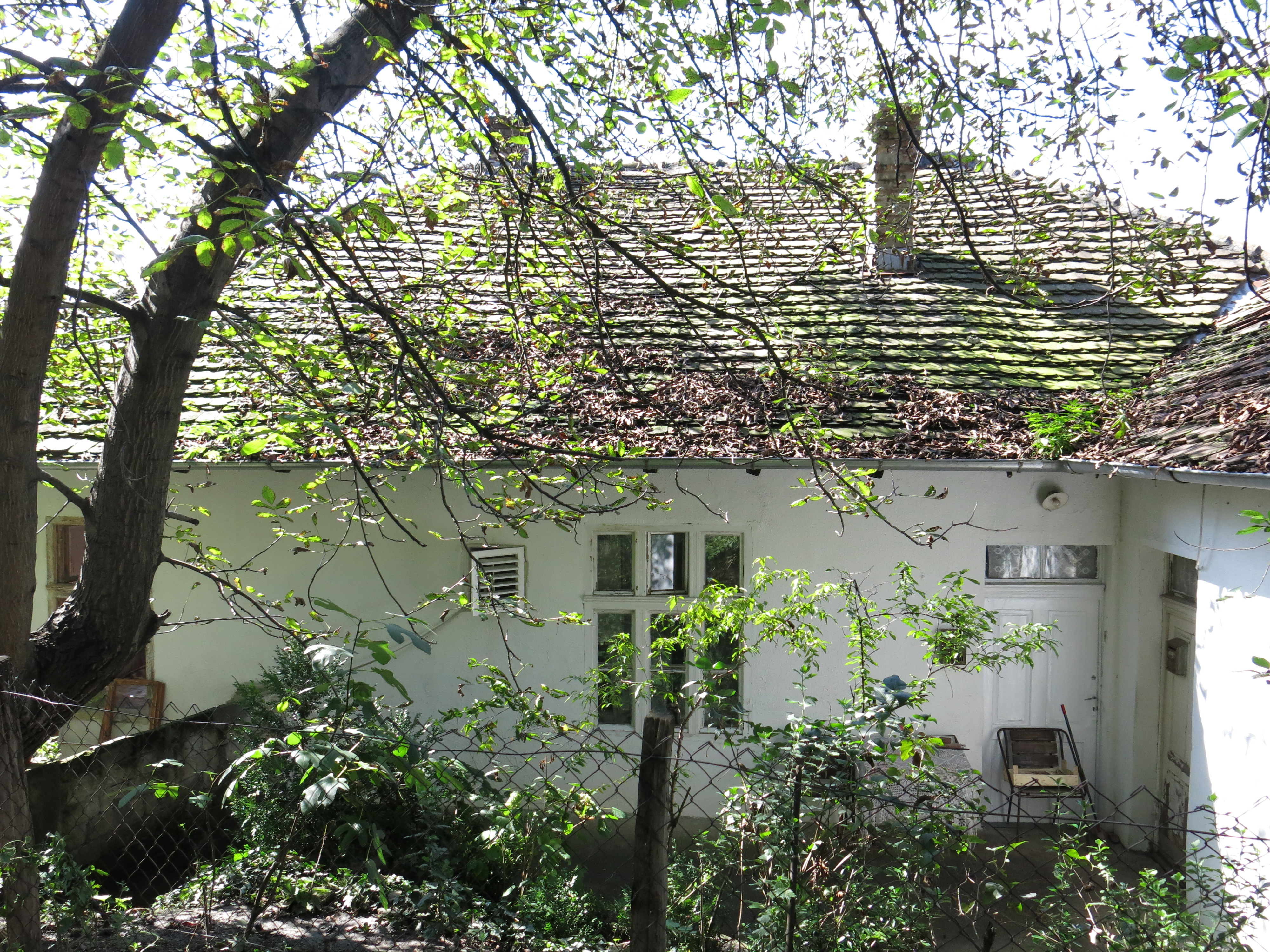
Будинок Арчибальда Райса у Белграді, де він помер

У 1914 році за запрошенням Уряду Сербії бере участь в розслідуванні злочинів австро-угорської, німецької та болгарської армії під час Першої світової війни. Через швейцарську пресу повідомляв світові про воєнні та військові злочини, вчинені в Сербії проти цивільного населення та військовослужбовців. Його робота (фактично судово-експертний висновок) «Report Upon the Atrocities Committed by the Austro-Hungarian Army During the First Invasion of Serbia» стала основою для засудження дій австро-угорської, німецької та болгарської армії під час Першої світової війни, але в Болгарії результати розслідувань Райса відкидають на аргументи, що він не зробив жодних фотографій жертв «болгарських звірств», роблячи їх для австро-угорських та німецьких — більше того, що він був одним із піонерів судова фотографія та той факт, що він воював у лавах сербської армії під час війни, ставить під сумнів його неупередженість як експерта. Саме через свої заслуги Р. А. Рейсс став членом делегації югославського уряду на мирній конференції в Парижі (1919). У 1919 році після завершення війни, Р. А. Рейсс був вимушений залишитися в створеному Королівстві Югославії, урядом якої він був нагороджений та де одержав будинок для проживання. Р. А. Рейсс продовжив свої дослідження криміналістики в Белграді, де було утворено Поліцейську академію, яка згодом одержала ім'я Р. А. Рейсса.
Р. А. Рейсс не був задоволений розвитком суспільних відносин та корупцією в Королівстві Югославія, саме тому перед своєю смертю видав роботу-заклик «Чујте Срби!» до народу Королівства.
7 серпня 1929 року Р. А. Рейсс «помер несподівано» у Топчидері в своєму будинку «Добре поле» (Добро поље) у віці 54 роки і був похований за його бажанням на Топчидерському кладовищі в Белграді. Серце Р. А. Рейсса за його заповітом не було поховане з тілом, а в урні розміщене в каплиці на горі Каймакчалан на кордоні Сербії та Греції, де він брав участь у бойових діях.
У серпні 1931 року в Топчидерському парку був встановлений бюст Р. А. Рейсса, який створив скульптор Марко Брежанин.
Рейсс був добрим фотографом, він знав, як використовувати освітлення. Його фотографії не тільки відображають події кримінального характеру (судова фотографія) та воєнного часу, але цікаві з естетичної точки зору. Професор Ерік Сапен привіз з Лозанни до Белграду близько його 10 000 фотографій. Деякі з цих фотографій показані у документальному фільмі «Чујте Срби!» Горана Вукчевича за роботою Р. А. Рейсса з цією назвою.

## Нагороди
- Медаль Янсена (Французька академія наук)
- Орден Почесного легіону (Франція)
- Tabatiere imperiale (Російська імперія)
- Почесний громадянин міста Крупань (Сербія)
- Почесний капітан 1 класу піхоти Армії Королівства СХС (Королівство Сербів, Хорватів і Словенців)
- Квебецькою асоціацією криміналістики у 2013 році вписаний до списку франкофонного Пантеону у галузі судово-медичної експертизи[9]